# Ходосиха (Шишацкий район)
Ходо́сиха (укр. Ходосиха) — село,
Шишацкий поселковый совет,
Шишацкий район,
Полтавская область,
Украина.
Код КОАТУУ — 5325755107. Население по переписи 2001 года составляло 24 человека.

## Географическое положение
Село Ходосиха находится в 0,5 км от села Вишневое, в 2-х км от пгт Шишаки.
По селу протекает пересыхающий ручей с запрудой.
Рядом проходит автомобильная дорога Т-1720.